# Грегуар Етзель
Грегуа́р Етзе́ль (фр. Grégoire Hetzel; нар. 1972, Париж, Франція) — французький композитор, письменник.

## Життєпис
Грегуар Етзель народився у 1972 році в Парижі. Музичну освіту здобув у Паризькій консерваторії. У 2003 році опублікував свій перший роман «Зелений рай» (фр. Le Vert paradis), який вийшов у видавництві Галлімар фр. Gallimard).
У кіно Грегуар Етзель написав оригінальну музику до фільмів режисерів Еммануель Бурдьє, Матьє Амальріка, Арно Деплешена, Катрін Корсіні та ін. У 2011 році за музику до стрічки «Дерево» (реж. Жулі Бертучеллі) був номінований на здобуття премії «Сезар» за найкращу оригінальну музику до фільму. У 2016 році номінований на цю ж нагороду за саундтрек до фільму Арно Деплешена «Три спогади моєї юності». У цьому ж році здобув нагороду Премії «Люм'єр» за оригінальні саундтреки одразу двох фільмів «Три спогади моєї юності» та «Тепла пора року» (реж. Катрін Корсіні).
У 2012-2013 роках Грегуар Етзель написав у співпраці з письменником Камілем де Толедо оперу «Падіння Фукуями» (фр. La Chute de Fukuyama). 

## Фільмографія
Загалом Грегуар Етзель написав оригінальні саундтреки до понад 60-ти кіно- телефільмів та серіалів..
| Рік  |     | Фільм                                  | Оригінальна назва                       | Режисер             |
| ---- | --- | -------------------------------------- | --------------------------------------- | ------------------- |
| 2001 |     | Кандидатура                            | Candidature                             | Еммануель Бурдьє    |
| 2001 |     | Стадіон Вімблдон                       | Le stade de Wimbledon                   | Матьє Амальрік      |
| 2004 |     | Королі та королева                     | Rois et reine                           | Арно Деплешен       |
| 2005 | т/с | Секс у великому Парижі                 | Clara Sheller                           | Рено Бертран        |
| 2005 |     | Пасажир                                | Le passager                             | Ерік Каравака       |
| 2006 | тв  | Коханці Кафе де Флор                   | Les amants du Flore                     | Дюран Коен          |
| 2006 |     | Проклята дружба                        | Les amitiés maléfiques                  | Еммануель Бордьє    |
| 2006 |     | Честолюбці                             | Les ambitieux                           | Катрін Корсіні      |
| 2006 |     | Приватне життя                         | La vie privée                           | Зіна Модіано        |
| 2007 |     | Медузи                                 | Les Méduses                             | Шира Геффен         |
| 2007 |     | Кохана                                 | L'aimée                                 | Арно Деплешен       |
| 2007 |     | Кілер                                  | Le tueur                                | Седрік Анже         |
| 2008 | тв  | Дотримуйтеся пристойності!             | Sauvons les apparences!                 |                     |
| 2008 |     | Різдвяна казка                         | Un conte de Noël                        | Арно Деплешен       |
| 2008 |     | Вторгнення                             | Intrusions                              | Еммануель Бордьє    |
| 2009 |     | Повстала                               | L'insurgée                              |                     |
| 2009 |     | Спільник                               | Complices                               | Фредерік Мерму      |
| 2010 |     | Усі дівчата плачуть                    | Toutes les filles pleurent              | Жудіт Годреш        |
| 2010 |     | Дерево                                 | The Tree                                | Жулі Бертучеллі     |
| 2010 |     | Адвокат                                | L'avocat                                | Седрік Анже         |
| 2010 |     | Пожежі                                 | Incendies                               | Дені Вільньов       |
| 2010 | т/с | Каштани пустелі                        | Les châtaigniers du désert              | Каролін Юппер       |
| 2011 |     | Американо                              | Americano                               | Матьє Демі          |
| 2012 |     | Маман                                  | Maman                                   | Александра Леклер   |
| 2012 |     | Три світи                              | Trois mondes                            | Катрін Корсіні      |
| 2012 | тв  | Хижак із Сіті                          | Rapace                                  | Клер Девер          |
| 2012 |     | Геркулес проти Гермеса                 | Hercule contre Hermès                   | Мохамед Улад-Моханд |
| 2013 |     | Інше життя                             | Une autre vie                           | Еммануель Муре      |
| 2014 |     | Жінка у дворі                          | Dans la cour                            | П'єр Сальвадорі     |
| 2014 |     | Синя кімната                           | La chambre bleue                        | Матьє Амальрік      |
| 2014 |     | Наступного разу я стрілятиму в серце   | La prochaine fois je viserai le coeur   | Седрік Анже         |
| 2015 |     | Три спогади моєї юності                | Trois souvenirs de ma jeunesse          | Арно Деплешен       |
| 2015 |     | Тепла пора року                        | La belle saison                         | Катрін Корсіні      |
| 2016 |     | Невинні                                | Les innocentes                          | Анн Фонтен          |
| 2016 |     | Друг (Франциск Ассізький і його брати) | L'ami (François d'Assise et ses frères) | Рене Фелі           |
| 2017 |     | Поцілунок Беатріс                      | Sage Femme                              | Мартен Прово        |
| 2018 |     | Неможливе кохання                      | Un amour impossible                     | Катрін Корсіні      |

## Визнання
| Рік             | Категорія                 | Номінант                                   | Результат |
| --------------- | ------------------------- | ------------------------------------------ | --------- |
| Премія «Сезар»  |                           |                                            |           |
| 2011            | Найкраща музика до фільму | Дерево                                     | Номінація |
| 2016            | Найкраща музика до фільму | Три спогади моєї юності                    | Номінація |
| 2019            | Найкраща музика до фільму | Неможливе кохання                          | Номінація |
| Премія «Люм'єр» |                           |                                            |           |
| 2016            | Найкраща музика до фільму | Три спогади моєї юності та Тепла пора року | Перемога  |
| 2018            | Найкраща музика до фільму | Привиди Ісмаеля                            | Номінація |
| 2019            | Найкраща музика до фільму | Неможливе кохання                          | Номінація |